# Célula endotelial

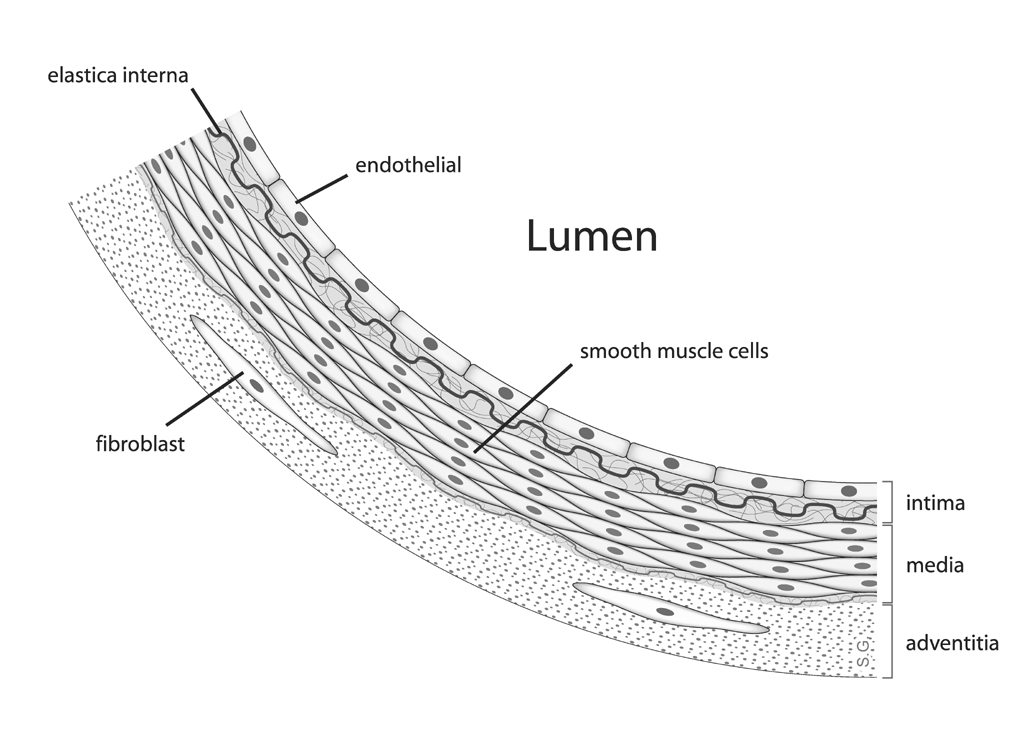
Anatomia de uma parede arterial

Célula endotelial é um tipo de célula achatada de espessura variável que recobre o interior dos vasos sanguíneos, especialmente os capilares sanguíneos, formando assim parte da sua parede.

## Morfologia da célula endotelial
O núcleo das células endoteliais é achatado e aparenta uma forma elíptica em cortes visualizados no microscópio. A região nuclear e mais compacta da célula evidencia-se à luz. A região periférica e mais delgada da célula é muito fina e as membranas de um lado e de outro da célula estão separadas por uma camada de citoplasma com uma grossura de 0,3 a 0,5 microns.
Existe na região próxima ao núcleo um aparelho de Golgi e algumas mitocôndrias. Na região delgada e periférica do citoplasma existem elementos tubulares do retículo endoplasmático. Os lisossomas são raros. Mas frequentes são outros corpos multi vesiculares.
Uma característica chamativa das células endoteliares é a presença de uma numerosa população de vesículas do plasmalema, com cerca de 70 nanómetros de diâmetro, que estão presentes em ambas as superfícies celulares.
A superfície do lúmen das células é normalmente de perfil liso, mas por vezes as bordas das células vizinhas podem sobrepor-se. Faltam os desmossomas e zonas de aderência mas existe uma zonula occludens de pequeno tamanho.
Na superfície externa, as células endoteliais estão em contacto com a membrana basal e com substâncias como o colagénio, proteoglicanos e integrinas; na superfície oposta possuem mucopolissacarídeos, glicoproteínas, fibrinogénio e alguma fibrina.
No corpo humano, o conjunto do endotélio vascular pode pesar cerca de 1,5 quilogramas e compreender uma área com cerca de 600 metros quadrados.

## Funções das células endoteliais
As células endoteliais formam o endotélio vascular, que é um epitélio simples e plano (de uma só camada de células) que recobre a face interna dos vasos sanguíneos e o coração. As células endoteliais possuem várias funções na homeostasia, entre as quais as seguintes:
1. Formam uma superficie lisa que facilita o fluxo laminar do sangue e previne a aderência das células sanguíneas.
2. Formam uma barreira de permeabilidade ao intercâmbio de nutrientes entre o plasma e o interstício celular, regulando ao mesmo tempo o transporte de substâncias entre ambos.
3. Regulam a angiogênese.
4. Contribuem para a formação e manutenção da matriz extracelular.
5. Produzem factores de crescimento em resposta ao dano vascular, influenciando especialmente na proliferação do músculo vascular liso.
6. Produzem substâncias que regulam a agregação das plaquetas, coagulação e fibrinólise.
7. Sintetizam e degradam diversas hormonas.
8. Participam na resposta imune, gerando citocinas que modulam a actividade dos linfócitos.
9. Libertam agentes que actuam de forma parácrina sobre as células musculares lisas adjacentes, regulando a sua contracção.